# François de Wargny
François Louis Joseph, chevalier de Wargny, seigneur de Vraimont et de Bas-Bogaerde, né le 19 septembre 1750 à Hal et mort le 3 novembre 1816 à Malines, est un administrateur et homme politique.

## Biographie
François de Wargny est le fils de Ferdinand François Joseph de Wargny, seigneur de Vraimont et de Bas-Bogaerde, avocat au Grand conseil des Pays-Bas à Malines, et d'Isabelle Thérèse Pletincx. Il est le neveu de François Louis Joseph de Wargny (1711-1801) (nl).
Gendre du bourgmestre de Malines Jean André Lapostole, il est le père de Victorin de Wargny d'Oudenhove (nl) et le grand-père d'Emile de Meester de Ravestein.
Il est propriétaire terrien à Malines.

## Mandats et fonctions
- Maire de Malines : 1801-1802
- Sous-préfet de l'arrondissement de Malines
- Préfet du département des Deux-Nèthes : 1814
- Membre de la Seconde Chambre des États généraux : 1815-1816

## Sources
- Liste des bourgmestres de Malines
- F.L.J. ridder De Wargny
- Notice dans un dictionnaire ou une encyclopédie généraliste :   - Biografisch Portaal van Nederland